# گایزلینگن (کنار بالینگن)
شهر گایزلینگن در ایالت بادن-وورتمبرگ در کشور آلمان واقع شده‌است.